# Johnsonia
Johnsonia R.Br. – rodzaj roślin należący do rodziny złotogłowowatych (Asphodelaceae), obejmujący pięć gatunków, występujących w południowo-zachodniej Australii.
Nazwa rodzaju została nadana na cześć Thomasa Johnsona, XVII-wiecznego, angielskiego botanika.

## Morfologia
Wieloletnie, rośliny zielne, kłączowe, tworzące kępy, osiągające 70 cm wysokości. Liście odziomkowe wieloletnie, równowąskie, grzbietowo-brzuszne, u nasady tworzące pochwy. Pęd kwiatostanowy nagi. Kwiaty zebrane w szczytowy kłos, wsparty wąsowatą, wzniesioną podsadką. Poszczególne kwiaty ukryte są w plewkopodobnych, dużych, łuskowatych, puszystych, suchych i ostrych przysadkach. Okwiat promienisty, sześciolistkowy. Listki zrośnięte u nasady, więdnące po kwitnięciu, zielone, białe, różowe lub fioletowe. Trzy pręciki przyrośnięte do nasady listków okwiatu, o szerokich nitkach, luźno przylegające do słupka. Zalążnia górna, trójkomorowa, z 2 zalążkami w każdej komorze. Szyjka słupka smukła, dłuższa od pręcików, zakończona główkowato-trójklapowym znamieniem. Owocami są odwrotniejajowate torebki zawierające nerkowate, czarne i lśniące nasiona.

## Systematyka
Rodzaj z podrodziny liliowcowych (Hemerocallidoideae) z rodziny złotogłowowatych (Asphodelaceae). 
Wykaz gatunków
- Johnsonia acaulis Endl.
- Johnsonia inconspicua Keighery
- Johnsonia lupulina R.Br.
- Johnsonia pubescens Lindl.
- Johnsonia teretifolia Endl.